# Lista de títulos e prêmios recebidos por Daniel Alves

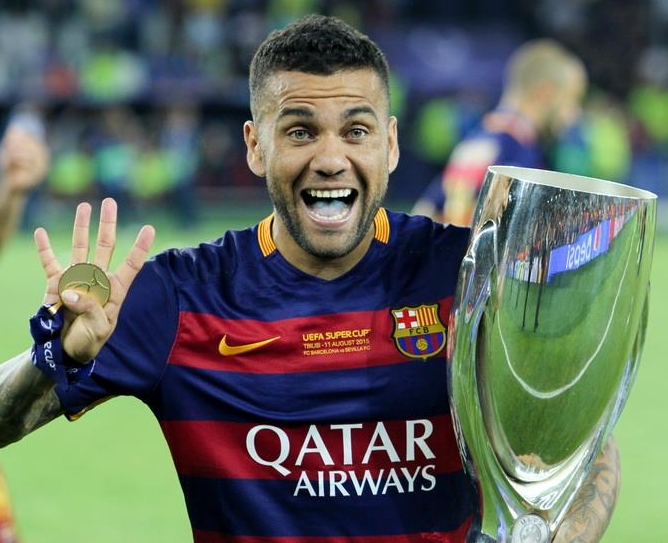
Dani Alves após a conquista da Supercopa da UEFA de 2015 pelo Barcelona

Esta é uma lista de títulos e prêmios recebidos por Daniel Alves, futebolista brasileiro que atualmente está sem clube. O jogador atua como lateral e meio-campo.
Daniel atualmente é o segundo jogador com mais títulos oficiais na história do futebol (43), atrás somente de Messi (46) e na frente de Giggs, Iniesta, Maxwell, Piqué (com 35 títulos cada).

## Títulos
Bahia
- Copa do Nordeste: 2002

Sevilla
- Copa da UEFA: 2005–06, 2006–07
- Supercopa da UEFA: 2006
- Copa do Rei: 2006–07
- Supercopa da Espanha: 2007

Barcelona
- Mundial de Clubes da FIFA: 2009, 2011, 2015
- Liga dos Campeões da UEFA: 2008–09, 2010–11, 2014–15
- Supercopa da UEFA: 2009, 2011, 2015
- Campeonato Espanhol: 2008–09, 2009–10, 2010–11, 2012–13, 2014–15, 2015–16
- Copa do Rei: 2008–09, 2011–12, 2014–15, 2015–16
- Supercopa da Espanha: 2009, 2010, 2011, 2013

Juventus
- Campeonato Italiano: 2016–17
- Copa da Itália: 2016–17

Paris Saint-Germain

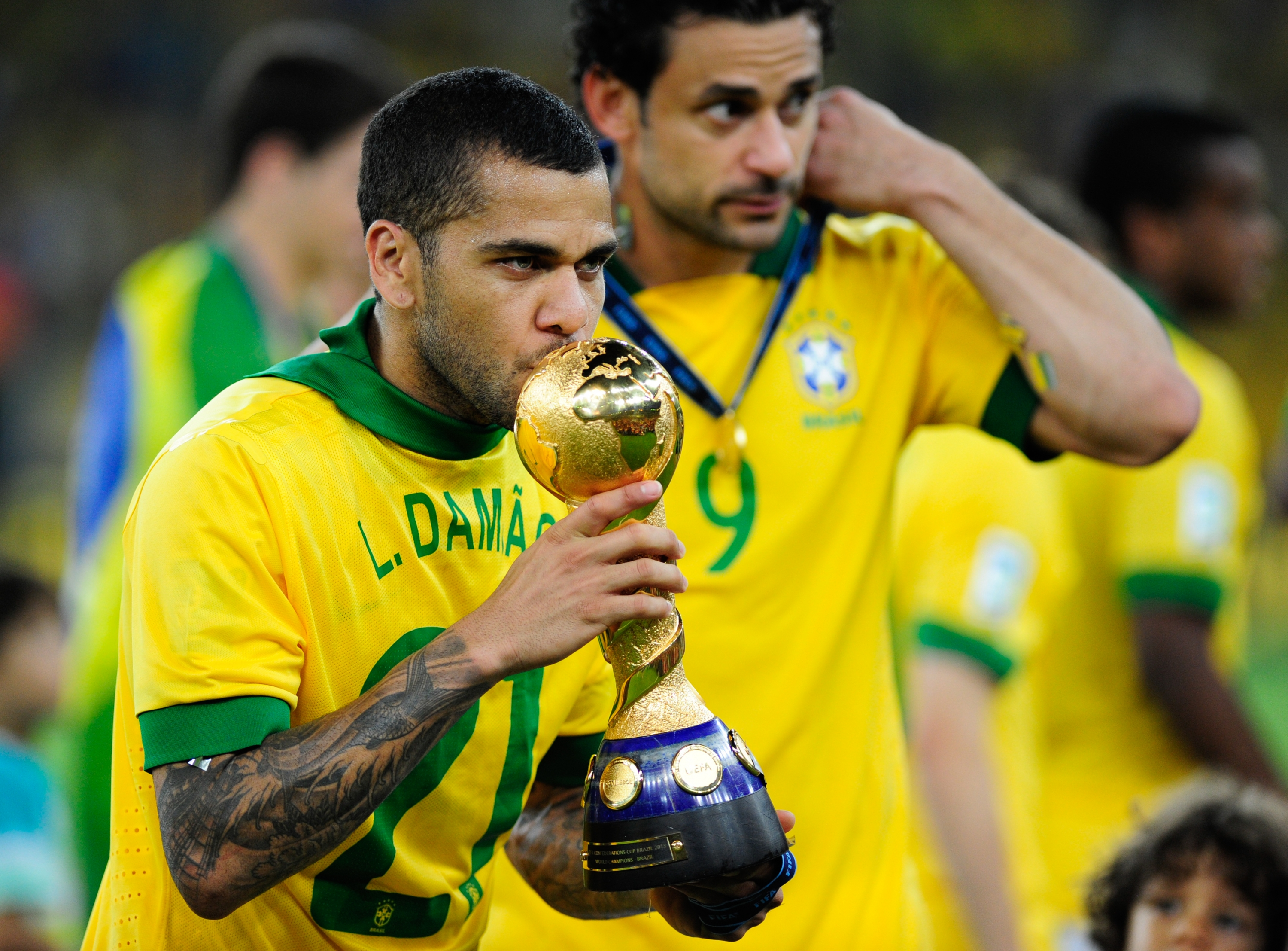
Daniel Alves beijando o troféu da Copa das Confederações de 2013.

- Campeonato Francês: 2017–18, 2018–19
- Copa da França: 2017–18
- Copa da Liga Francesa: 2017–18
- Supercopa da França: 2017

São Paulo
- Campeonato Paulista: 2021

Seleção Brasileira
- Medalha de Ouro nos Jogos Olímpicos: 2020
- Copa das Confederações: 2009, 2013
- Copa América: 2007, 2019
- Mundial Sub-20: 2003
- Torneio da Malásia Sub-20: 2003

### Prêmios individuais
- Melhor jogador da Copa da UEFA: 2005–06
- Melhor jogador da Supercopa da UEFA: 2006
- Time do Ano da UEFA: 2007, 2009, 2011, 2015, 2017
- Time do Ano da FIFA: 2009, 2011, 2012, 2013, 2014, 2015, 2017, 2018
- Equipe do ano - ESM (European Sports Media): 2006–07, 2008–09, 2009–10, 2010–11
- Melhor lateral-direito do Campeonato Espanhol: 2008–09
- FIFPro World XI: 2009, 2011, 2012, 2013, 2015, 2016, 2017, 2018
- 43º melhor jogador do ano de 2012 (The Guardian)
- Copa das Confederações - Equipe do campeonato: 2009, 2013
- 78º melhor jogador do ano de 2016 (The Guardian)
- Equipe ideal da Ligue 1: 2017–18
- Melhor jogador da partida da Copa América de 2019: Brasil 2–0 Argentina
- Melhor jogador da Copa América: 2019
- Seleção da Copa América de 2019
- Seleção do Campeonato Paulista: 2020 e 2021